# Parcul Josaphat

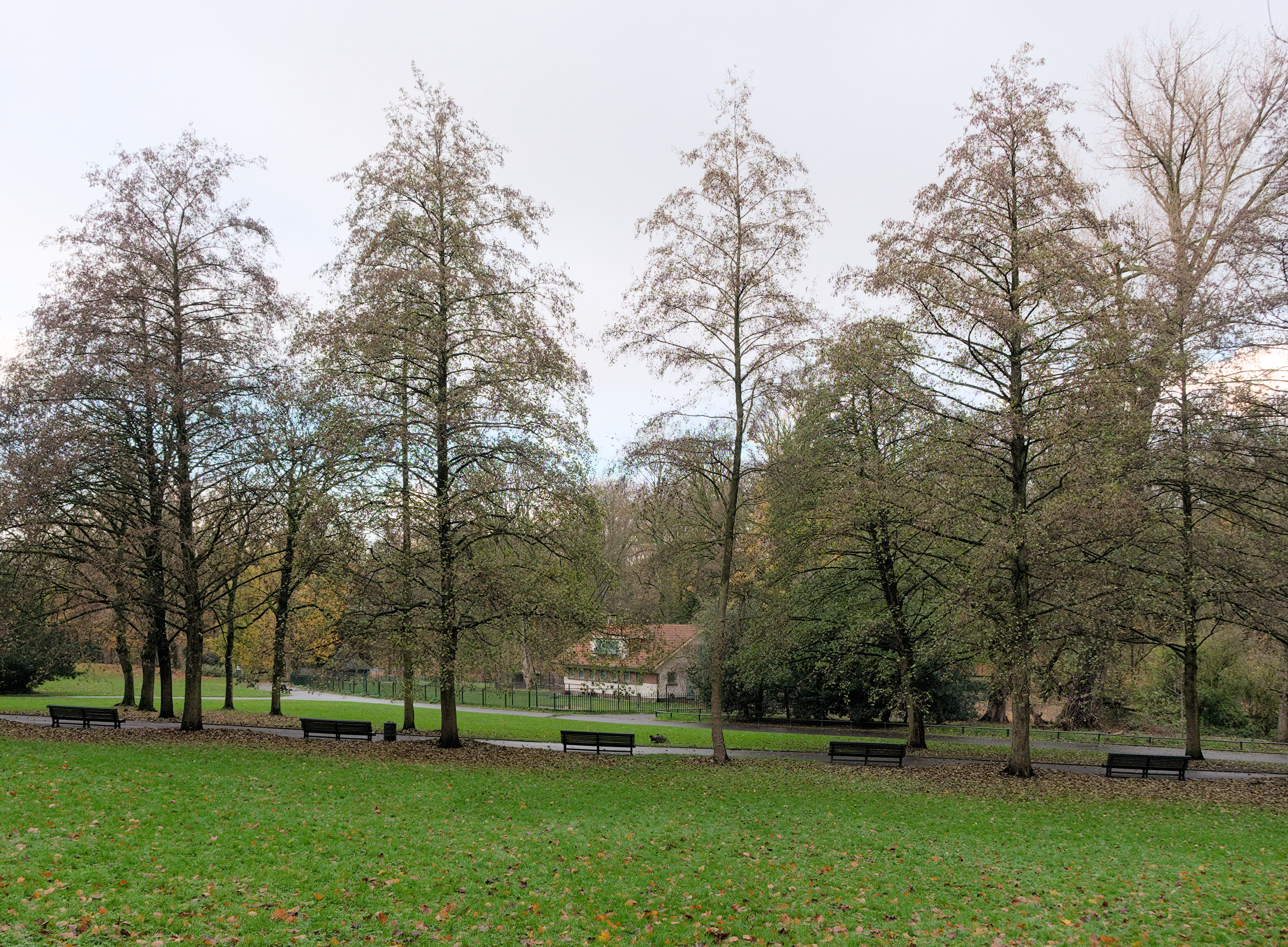
Parcul Josaphat

Parcul Josaphat este situat la Bruxelles (Schaerbeek), Belgia.
Acesta are o suprafata de 20 de ha.